# Змійове
Змійове́ — село в Благовіщенській громаді Голованівського району Кіровоградської області України. Населення становить 40 осіб.

## Населення
Згідно з переписом УРСР 1989 року чисельність наявного населення села становила 62 особи, з яких 23 чоловіки та 39 жінок.
За переписом населення України 2001 року в селі мешкало 39 осіб.

### Мова
Розподіл населення за рідною мовою за даними перепису 2001 року:
| Мова       | Відсоток |
| ---------- | -------- |
| українська | 95,00 %  |
| російська  | 5,00 %   |